# Сон Сан Піль
Сон Сан Піль (кор. 손상필; нар. 1 вересня 1973) — південнокорейський борець греко-римського стилю, дворазовий чемпіон та бронзовий призер чемпіонатів світу, триразовий чемпіон Азії, чемпіон Азійських ігор, чемпіон Східноазійських ігор, володар Кубку світу, учасник Олімпійських ігор.

## Життєпис
Боротьбою почав займатися з 1986 року. У 1989 році став чемпіонаом світу серед кадетів з греко-римської боротьби. На тих же змаганнях став також чемпіонаом світу у змаганнях з вільної боротьби. Наступного року завоював бронзову медаль чемпіонату світу серед юніорів.
Виступав за спортивний клуб «Korea Housing», Сеул. Тренер — Чен Кун Бе.

## Спортивні результати на міжнародних змаганнях

### Виступи на Олімпіадах
| Змагання                    | Збірна         | Вагова категорія                 | Місце |
| --------------------------- | -------------- | -------------------------------- | ----- |
| Літні Олімпійські ігри 2000 | Південна Корея | греко-римська боротьба, до 69 кг | 5     |

### Виступи на Чемпіонатах світу
| Змагання                        | Збірна         | Вагова категорія                 | Місце  |
| ------------------------------- | -------------- | -------------------------------- | ------ |
| Чемпіонат світу з боротьби 1994 | Південна Корея | греко-римська боротьба, до 68 кг | 15     |
| Чемпіонат світу з боротьби 1995 | Південна Корея | греко-римська боротьба, до 68 кг | 14     |
| Чемпіонат світу з боротьби 1997 | Південна Корея | греко-римська боротьба, до 69 кг | Золото |
| Чемпіонат світу з боротьби 1998 | Південна Корея | греко-римська боротьба, до 69 кг | Бронза |
| Чемпіонат світу з боротьби 1999 | Південна Корея | греко-римська боротьба, до 69 кг | Золото |
| Чемпіонат світу з боротьби 2001 | Південна Корея | греко-римська боротьба, до 69 кг | 7      |

### Виступи на Чемпіонатах Азії
| Змагання                       | Збірна         | Вагова категорія                 | Місце  |
| ------------------------------ | -------------- | -------------------------------- | ------ |
| Чемпіонат Азії з боротьби 1995 | Південна Корея | греко-римська боротьба, до 68 кг | Золото |
| Чемпіонат Азії з боротьби 1996 | Південна Корея | греко-римська боротьба, до 68 кг | Золото |
| Чемпіонат Азії з боротьби 1999 | Південна Корея | греко-римська боротьба, до 69 кг | Золото |

### Виступи на Азійських іграх
| Змагання           | Збірна         | Вагова категорія                 | Місце  |
| ------------------ | -------------- | -------------------------------- | ------ |
| Азійські ігри 1998 | Південна Корея | греко-римська боротьба, до 69 кг | Золото |

### Виступи на Східноазійських іграх
| Змагання                 | Збірна         | Вагова категорія                 | Місце  |
| ------------------------ | -------------- | -------------------------------- | ------ |
| Східноазійські ігри 1997 | Південна Корея | греко-римська боротьба, до 69 кг | Золото |

### Виступи на Кубках світу
| Змагання                    | Збірна         | Вагова категорія                 | Місце  |
| --------------------------- | -------------- | -------------------------------- | ------ |
| Кубок світу з боротьби 1996 | Південна Корея | греко-римська боротьба, до 68 кг | Золото |

### Виступи на змаганнях молодших вікових груп
| Змагання                                      | Збірна         | Вагова категорія                 | Місце  |
| --------------------------------------------- | -------------- | -------------------------------- | ------ |
| Чемпіонат світу з боротьби серед кадетів 1989 | Південна Корея | греко-римська боротьба, до 60 кг | Золото |
| Чемпіонат світу з боротьби серед кадетів 1989 | Південна Корея | вільна боротьба, до 60 кг        | Золото |
| Чемпіонат світу з боротьби серед юніорів 1990 | Південна Корея | греко-римська боротьба, до 63 кг | Бронза |